# Sargocentron cornutum
Sargocentron cornutum är en fiskart som först beskrevs av Bleeker, 1853.  Sargocentron cornutum ingår i släktet Sargocentron och familjen Holocentridae. Inga underarter finns listade i Catalogue of Life.